# Klozum
Klozum (ook wel Klozem, letterlijk vertaald "klaasoom") is een feest dat elke 5 december op Schiermonnikoog gevierd wordt aan de vooravond van Sint-Nicolaasdag. De traditie staat los van de Nederlandse Sinterklaasviering. Het is verwant aan soortgelijke feesten op andere Waddeneilanden, zoals Klaasohm op Borkum, Ouwe Sunderklaas op Texel, Opkleden op Vlieland, Sunderum op Terschelling en Sunderklazen op Ameland. Het gebruik was vroeger ook bekend op Wangerooge, Helgoland en vermoedelijk in Harlingen (Klaasoom).
Tijdens het feest maken inwoners van Schiermonnikoog zich onherkenbaar door zich te vermommen, en trekken langs de huizen. Ze verkleden zich vaak als plaatselijke of (inter)nationale bekendheden of als fantasie- of sprookjesfiguren, zoals Arabieren of cowboys. Om hun werkelijke identiteit nog verder te verhullen, verdraaien ze ook hun stem. Zowel mannen als vrouwen doen mee.
De klozums gaan rond half 9 's avonds op pad, alleen of in groepen. Bij de huizen staat de voordeur op een kier en brandt een lantaarn of wordt een gordijn opengehouden, als teken dat de klozums welkom zijn. Binnen spelen de klozums allerlei personen en situaties na, vaak om bepaalde gebeurtenissen of besluiten op de hak te nemen die in het afgelopen jaar op het eiland hebben plaatsgevonden. De Klozums verlaten het huis via de achteruitgang, waar nog een borrel voor ze klaarstaat. Nadat de klozums vertrokken zijn, moeten de bewoners van het huis raden wie achter de vermomming verscholen zat.
Om 12 uur 's nachts vindt het demasqué (de ontmaskering) plaats in het Dorpshuis, waarbij de vermommingen uitgaan en iedereen verklapt wie er achter zat. Hierna wordt nog een aantal uren doorgefeest.
Als 5 december in een weekend valt, verschuift het feest naar de daaropvolgende maandag.
De kinderen hebben hun eigen Klozumviering op 3 en 4 december. De lytje klozums ("kleine klozums") gaan 's middags langs de huizen, roepen "Klozum, Klozum" en voeren een stukje of liedje op. Hierna krijgen ze snoepjes of koekjes.
Over de geschiedenis van het feest is weinig bekend. In de 19e eeuw werd er herhaaldelijk melding van gemaakt.
In Zoutkamp is een soortgelijk feest, het zogenaamde Sinterklaaslopen. 